# 村林一輝
村林 一輝（むらばやし いつき、1997年10月6日 - ）は、大阪府堺市東区出身のプロ野球選手（内野手）。右投右打。東北楽天ゴールデンイーグルス所属。

## 経歴

### プロ入り前
小学校1年から菩提フォルコンズで野球を始め、小学5年から美原ベアーズへ。堺市立南八下中学校から大阪府立大塚高等学校へ進学。1年から遊撃手兼投手でレギュラーを掴み、2年の秋には4番でエースとなった。3年の夏の第97回全国高等学校野球選手権大阪大会では初戦の大商大高校戦で中盤足をつりながらも12回3失点と好投したが敗退。
2015年10月22日に行われたプロ野球ドラフト会議では、東北楽天ゴールデンイーグルスから野手として7位指名を受け、契約金2000万円、年俸500万円で合意（金額は推定）、入団した。背番号は66。大塚高校出身者としては初のプロ野球選手となった。

### 楽天時代
2016年、主に育成試合や二軍で過ごした。ファームでは三塁手として7試合、遊撃手として16試合に出場し、25打席に立ったが無安打に終わった。オフには現状維持となる推定年俸500万円で契約を更改した。
2017年、二軍では遊撃手でレギュラーとなり、リーグトップの119試合に出場、打率.246を記録した。9月28日に初めて一軍に登録され、試合には出場せず9月30日に抹消されたが、最終戦となった10月10日に再び一軍登録され、対千葉ロッテマリーンズ戦（Koboパーク宮城）に「9番・遊撃手」でプロ初の先発出場。初打席で成田翔からプロ初安打を放った。オフには100万円増となる推定年俸600万円で契約を更改した。
2018年、28試合に出場し、打率.114・2打点の成績を残し、オフには30万円増の推定年俸630万円で契約を更改した。
2019年、守備固めを中心に49試合に出場。二塁・三塁・遊撃をこなせるユーティリティープレイヤーとして自己最多の出場機会を記録した。しかし打撃面の課題が浮き彫りとなり、シーズンの半分以上を一軍で過ごしながら僅か2安打、四死球による出塁は0回と打者としては苦しんだ。オフには100万円増の推定年俸730万で契約を更改した。
2020年、シーズンでは一軍で僅か3試合の出場で安打は1本も打つことが出来なかった。11月7日に行われたファーム日本選手権では決勝打を含む5打数4安打2打点の活躍でMVPに選出され、球団初のファーム日本一に大きく貢献した。オフには30万円減の推定年俸700万円で契約を更改した。
2021年、5月4日の対福岡ソフトバンクホークス戦（福岡PayPayドーム）で笠谷俊介からプロ初本塁打となる右越2点本塁打を放ち、5月15日の対オリックス・バファローズ戦（ほっともっとフィールド神戸）ではプロ初盗塁を決めた。シーズンを通して一軍に帯同し、守備固めと代走を中心に自己最多の79試合に出場した。オフには250万円増の推定年俸950万円で契約を更改した。
2022年、シーズン開幕から一軍に帯同。主に守備固めや代走として起用。シーズン終盤には 新型コロナウイルスに感染し離脱したが1年間通して存在感を示した。また二塁、三塁、遊撃の他に一塁手としても試合に出場し、内野の全ポジションをこなした。オフには50万円増の推定年俸1000万円で契約を更改した。
2023年は打撃コーチの今江敏晃の助言で、これまでのバットを上から落とすようなスイングからすくい上げるようなスイングにするなど、体の使い方やスイングの軌道を変えると打撃が向上。7月2日の対ロッテ戦（ZOZOマリンスタジアム）で自己最多の1試合4安打5打点を記録した。同月30日の埼玉西武ライオンズ戦では水上由伸からプロ入り初のサヨナラ打を放った。自己最多98試合に出場し、打率.256、2本塁打、32打点を記録。1700万円増の推定年俸2700万円で契約を更改した。
2024年は前年を大きく上回る139試合に出場。自身初の規定打席到達を果たし、打率.241、6本塁打、50打点と成績を伸ばした。オフには2024 WBSCプレミア12の日本代表メンバーに追加招集され、11月23日に行われたスーパーラウンド最終戦の台湾戦で先頭打者本塁打を放った。大会後は楽天に戻り、3100万円増の推定年俸5800万円で契約を更改し、背番号もかねてより希望していた6に変更した。

## 選手としての特徴
高い守備力が持ち味の内野手。球際の強さ、地肩の強さ、内野全ポジションをこなす器用性を兼ね備える。村林自身は遊撃手のポジションでのゴールデングラブ賞獲得を目標とする。初めて得票資格を得た2023年の同賞の記者投票では僅か7票の4位に終わるも、フジテレビ『S-PARK』が毎年実施している選手間の推薦による「プロ野球100人分の1位」の守備部門では3位になっている。一方でプロ入り後は打撃を課題としているが、2023年から向上の兆しを見せている。高校時代は投手として最速143km/hを投げ、野手としては遠投110m、50m走は6秒2を記録している。

## 人物
愛称は「いっくん」、「いっちゃん」、「ムラ」。
プロ入り後はチーム内やメディアに自身の風貌が歌舞伎役者の市川團十郎似と称されている。
2024年10月2日、同年に結婚していたことが報道された。

## 詳細情報

### 年度別打撃成績
| 年 度     | 球 団     | 試 合 | 打 席 | 打 数 | 得 点 | 安 打 | 二 塁 打 | 三 塁 打 | 本 塁 打 | 塁 打 | 打 点 | 盗 塁 | 盗 塁 死 | 犠 打 | 犠 飛 | 四 球 | 敬 遠 | 死 球 | 三 振 | 併 殺 打 | 打 率 | 出 塁 率 | 長 打 率 | O P S |
| --------- | --------- | ----- | ----- | ----- | ----- | ----- | -------- | -------- | -------- | ----- | ----- | ----- | -------- | ----- | ----- | ----- | ----- | ----- | ----- | -------- | ----- | -------- | -------- | ----- |
| 2017      | 楽天      | 1     | 3     | 2     | 2     | 1     | 0        | 0        | 0        | 1     | 0     | 0     | 0        | 0     | 0     | 1     | 0     | 0     | 1     | 0        | .500  | .667     | .500     | 1.167 |
| 2018      | 楽天      | 28    | 49    | 44    | 3     | 5     | 1        | 0        | 0        | 6     | 2     | 0     | 1        | 2     | 0     | 3     | 0     | 0     | 12    | 2        | .114  | .170     | .136     | .307  |
| 2019      | 楽天      | 49    | 25    | 24    | 2     | 2     | 1        | 0        | 0        | 3     | 0     | 0     | 1        | 1     | 0     | 0     | 0     | 0     | 5     | 1        | .083  | .083     | .125     | .208  |
| 2020      | 楽天      | 3     | 1     | 1     | 0     | 0     | 0        | 0        | 0        | 0     | 0     | 0     | 0        | 0     | 0     | 0     | 0     | 0     | 0     | 0        | .000  | .000     | .000     | .000  |
| 2021      | 楽天      | 79    | 47    | 40    | 3     | 6     | 1        | 0        | 1        | 10    | 4     | 4     | 2        | 5     | 0     | 2     | 0     | 0     | 8     | 2        | .150  | .190     | .250     | .440  |
| 2022      | 楽天      | 47    | 17    | 16    | 9     | 3     | 0        | 0        | 0        | 3     | 0     | 0     | 2        | 0     | 0     | 1     | 0     | 0     | 5     | 0        | .188  | .235     | .188     | .423  |
| 2023      | 楽天      | 98    | 340   | 301   | 35    | 77    | 14       | 2        | 2        | 101   | 32    | 11    | 5        | 12    | 2     | 21    | 0     | 4     | 55    | 12       | .256  | .311     | .336     | .647  |
| 2024      | 楽天      | 139   | 571   | 518   | 51    | 125   | 13       | 3        | 6        | 162   | 50    | 5     | 1        | 23    | 7     | 21    | 0     | 2     | 91    | 11       | .241  | .270     | .313     | .583  |
| 通算：8年 | 通算：8年 | 444   | 1053  | 946   | 105   | 219   | 30       | 5        | 9        | 286   | 88    | 20    | 12       | 43    | 9     | 49    | 0     | 6     | 177   | 28       | .232  | .271     | .302     | .574  |

- 2024年度シーズン終了時

### 年度別守備成績
| 年 度 | 球 団 | 一塁  | 一塁  | 一塁  | 一塁  | 一塁  | 一塁     | 二塁  | 二塁  | 二塁  | 二塁  | 二塁  | 二塁     | 三塁  | 三塁  | 三塁  | 三塁  | 三塁  | 三塁     | 遊撃  | 遊撃  | 遊撃  | 遊撃  | 遊撃  | 遊撃     |
| 年 度 | 球 団 | 試 合 | 刺 殺 | 補 殺 | 失 策 | 併 殺 | 守 備 率 | 試 合 | 刺 殺 | 補 殺 | 失 策 | 併 殺 | 守 備 率 | 試 合 | 刺 殺 | 補 殺 | 失 策 | 併 殺 | 守 備 率 | 試 合 | 刺 殺 | 補 殺 | 失 策 | 併 殺 | 守 備 率 |
| ----- | ----- | ----- | ----- | ----- | ----- | ----- | -------- | ----- | ----- | ----- | ----- | ----- | -------- | ----- | ----- | ----- | ----- | ----- | -------- | ----- | ----- | ----- | ----- | ----- | -------- |
| 2017  | 楽天  | -     | -     | -     | -     | -     | -        | -     | -     | -     | -     | -     | -        | -     | -     | -     | -     | -     | -        | 1     | 2     | 3     | 0     | 1     | 1.000    |
| 2018  | 楽天  | -     | -     | -     | -     | -     | -        | 12    | 9     | 8     | 1     | 1     | .944     | 1     | 0     | 0     | 0     | 0     | ----     | 15    | 23    | 25    | 2     | 4     | .960     |
| 2019  | 楽天  | -     | -     | -     | -     | -     | -        | 1     | 0     | 2     | 0     | 0     | 1.000    | 11    | 2     | 1     | 0     | 1     | 1.000    | 39    | 16    | 22    | 1     | 2     | .974     |
| 2020  | 楽天  | -     | -     | -     | -     | -     | -        | -     | -     | -     | -     | -     | -        | 1     | 0     | 0     | 0     | 0     | ----     | 1     | 1     | 0     | 2     | 0     | .333     |
| 2021  | 楽天  | -     | -     | -     | -     | -     | -        | 22    | 10    | 24    | 1     | 3     | .971     | 27    | 6     | 6     | 1     | 1     | .923     | 23    | 10    | 12    | 0     | 1     | 1.000    |
| 2022  | 楽天  | 7     | 12    | 0     | 0     | 1     | 1.000    | 11    | 4     | 11    | 0     | 1     | 1.000    | 20    | 3     | 8     | 0     | 0     | 1.000    | 8     | 2     | 5     | 0     | 0     | 1.000    |
| 2023  | 楽天  | 2     | 5     | 0     | 0     | 0     | 1.000    | 5     | 0     | 3     | 0     | 1     | 1.000    | 26    | 9     | 16    | 1     | 0     | .962     | 75    | 112   | 226   | 8     | 48    | .977     |
| 2024  | 楽天  | -     | -     | -     | -     | -     | -        | -     | -     | -     | -     | -     | -        | -     | -     | -     | -     | -     | -        | 138   | 223   | 392   | 13    | 95    | .979     |
| 通算  | 通算  | 9     | 17    | 0     | 0     | 1     | 1.000    | 51    | 23    | 48    | 2     | 6     | .973     | 86    | 20    | 31    | 2     | 2     | .962     | 300   | 389   | 685   | 26    | 151   | .976     |

- 2024年度シーズン終了時
- 各年度の太字はリーグ最高

### 記録
初記録
- 初出場・初先発出場：2017年10月10日、対千葉ロッテマリーンズ25回戦（Koboパーク宮城）、「9番・遊撃手」で先発出場[25]
- 初打席・初安打：同上、2回裏に成田翔から二塁内野安打[25]
- 初打点：2018年9月8日、対北海道日本ハムファイターズ20回戦（楽天生命パーク宮城）、2回裏に上沢直之から右前適時打
- 初本塁打：2021年5月4日、対福岡ソフトバンクホークス7回戦（福岡PayPayドーム）、5回表に笠谷俊介から右越2ラン
- 初盗塁：2021年5月15日、対オリックス・バファローズ7回戦（ほっともっとフィールド神戸）、4回表に二盗（投手：田嶋大樹、捕手：頓宮裕真）

### 背番号
- 66（2016年[3] - 2024年）
- 6（2025年[15] - ）

### 登場曲
- 「LOVE PHANTOM」B'z（2017年 - 2019年）
- 「虹」TEE（2020年）
- 「ピーターパン」優里（2021年 - 2022年）
- 「手を上げて」Bigfumi（2023年 - ）

### 代表歴
- 2024 WBSCプレミア12 日本代表